# Hovingham
Hovingham är en ort och civil parish i Storbritannien.   Den ligger i grevskapet North Yorkshire och riksdelen England, i den centrala delen av landet, 300 km norr om huvudstaden London. Hovingham ligger 38 meter över havet och antalet invånare är 371.
Terrängen runt Hovingham är huvudsakligen platt, men åt nordväst är den kuperad. Runt Hovingham är det ganska glesbefolkat, med 27 invånare per kvadratkilometer. Närmaste större samhälle är Haxby, 18,6 km söder om Hovingham. Trakten runt Hovingham består till största delen av jordbruksmark.